# Adolphe Neyt

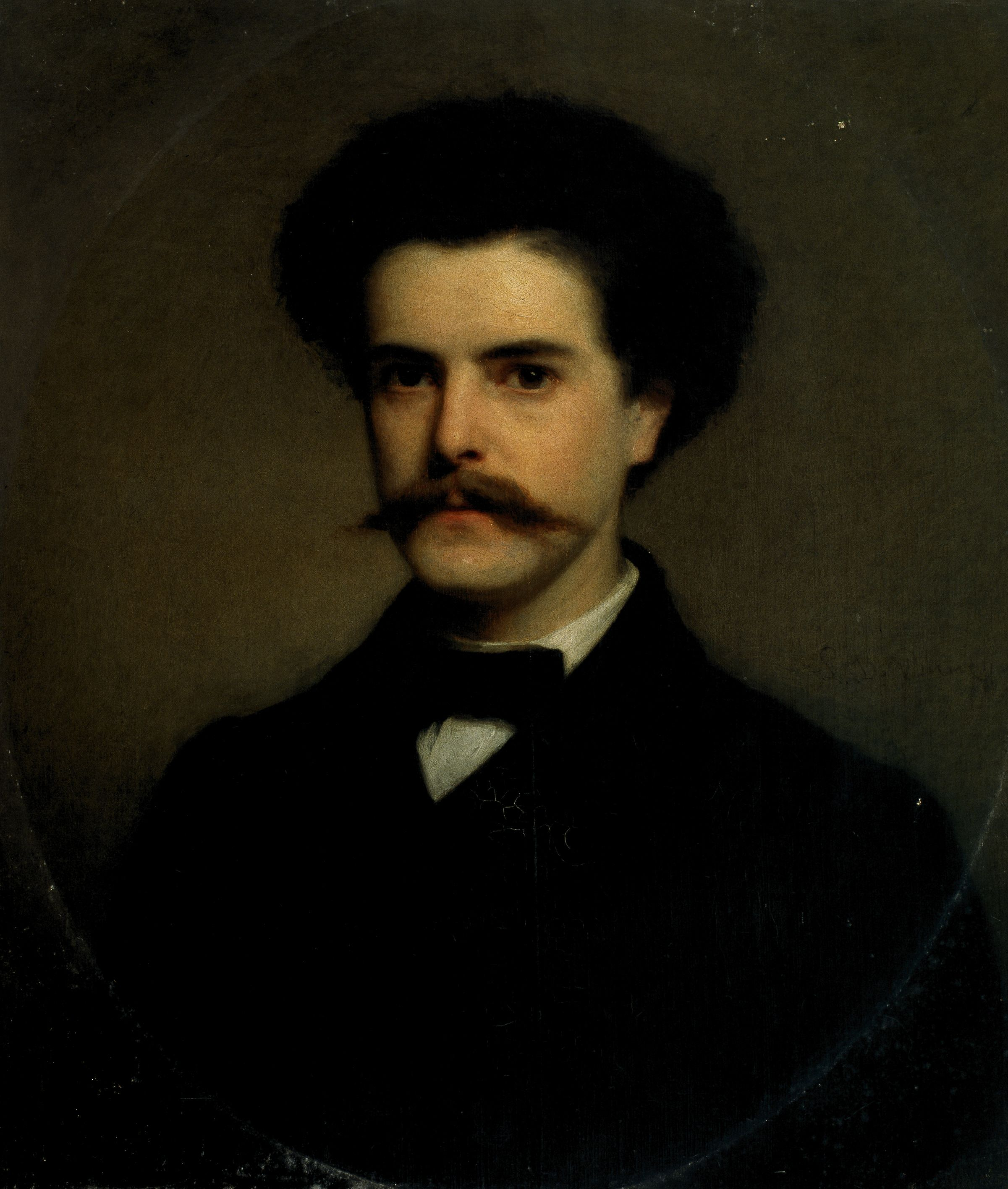
Adolphe Neyt

Adolphe Guillaume Neyt (Gent, 13 april 1830 – Oostende, 21 september 1892) was een Belgisch industrieel, liberaal politicus, amateurfotograaf en wapenverzamelaar. In het Gravensteen in Gent wordt de verzameling wapens en wapenuitrustingen van Neyt tentoongesteld.

## Biografie
De vader van Adolphe Guillaume Neyt was Adolphe-Henri Neyt (1804-1865), zaakvoerder van een suikerraffinaderij in Gent, beheerder van de Société Linière de la Lys en van een spoorwegmaatschappij, voorzitter van de Gentse rechtbank van koophandel en liberaal volksvertegenwoordiger. Adolphe-Henri Neyt was gemeenteraadslid (1852-1865), provincieraadslid (1854-1858) en volksvertegenwoordiger (1857-1861). Hij was getrouwd met ene weduwe Van Aken, geboren Christiaenssens.
Adolphe G. Neyt zette de suikerraffinaderij van zijn vader - eigenlijk opgericht door diens vader, Joachim Neyt (1765-1831) - voort en diende eveneens als liberaal gemeenteraadslid (1865-1869). Hij huwde met Elizabeth Drory, een dochter van George William Drory, een Engelsman en inspecteur-generaal van de Imperial Continental Gas Association, waarvan de Gentse gasfabriek een filiaal was.

### Fotografie
Neyt was erg geïnteresseerd in de ontwikkeling van fotografie en legde zich toe op zowel astronomische als microscopische onderwerpen. Wat van zijn werk overblijft, dateert grotendeels uit de jaren 1860. Adolphe Neyt was toen lid van zowel de Sociéty française de photographie als van de Association belge de photographie. Op de Exposition Universelle van 1867 in Parijs stelde hij, zoals in de catalogus vermeld staat, "photographies microscopiques et astronomiques" tentoon. Twee jaar later werd werk van hem aan de Koninklijke Academie voor Wetenschappen, Letteren en Schone Kunsten van België geschonken. Op de Wereldtentoonstelling van 1873 in Wenen werden zijn foto's van de maan tentoongesteld. In het Museum voor de Geschiedenis van de Wetenschappen van de Universiteit Gent zijn experimenten van Joseph Plateau aanwezig die door Adolphe Neyt op de gevoelige plaat zijn vastgelegd.

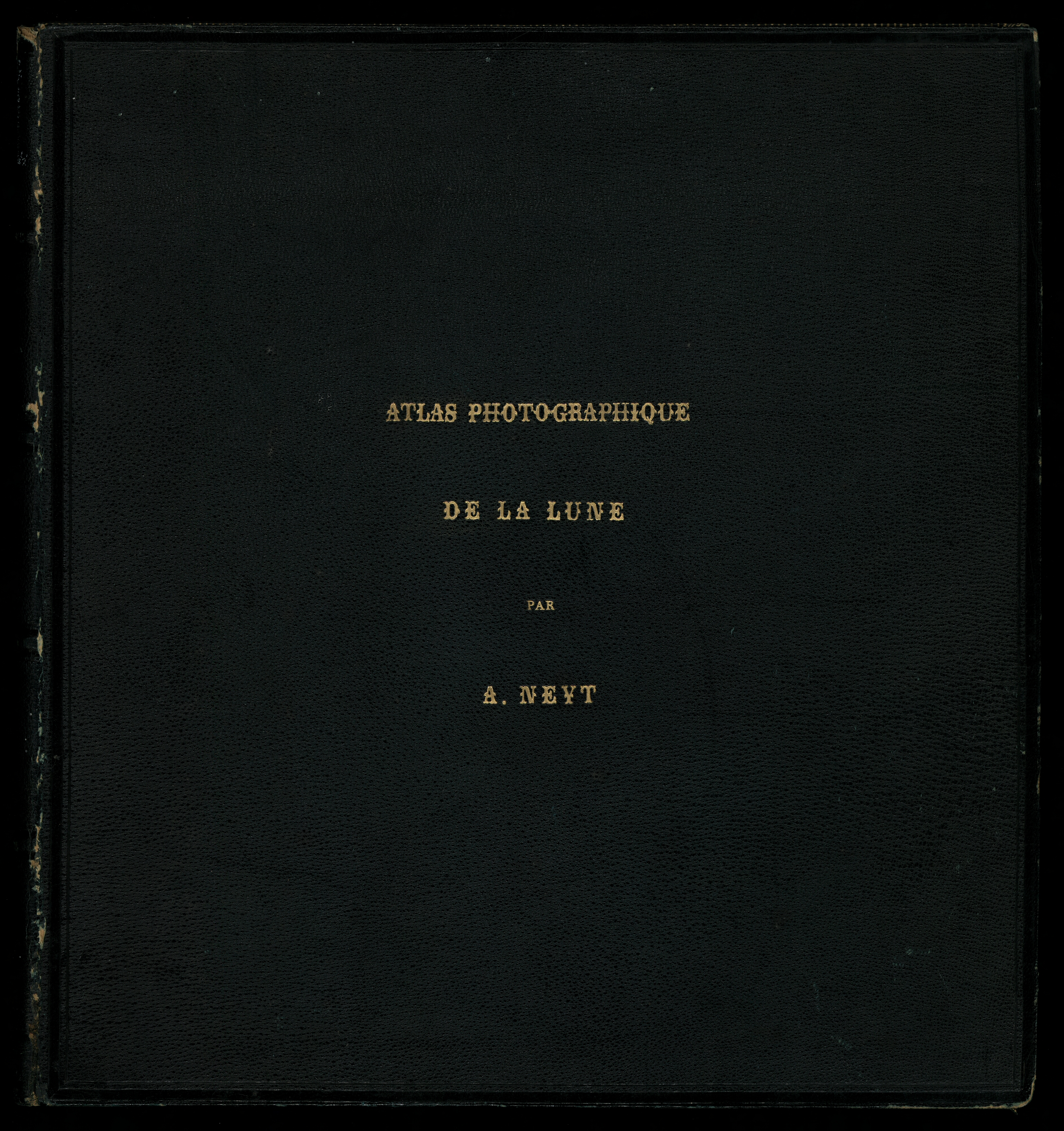
Atlas photographique de la lune (1869)
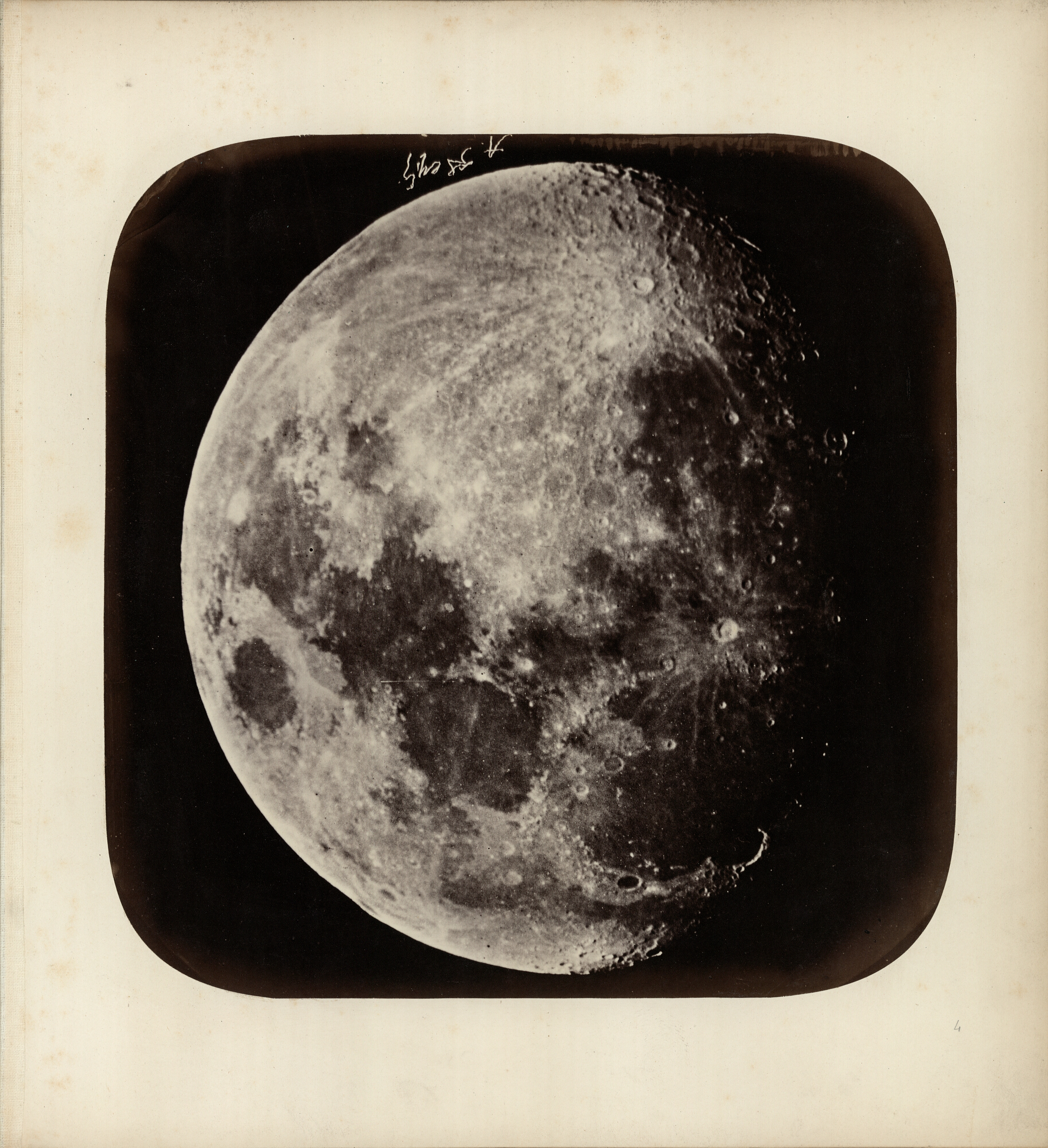
Fotografische Atlas van de Maan
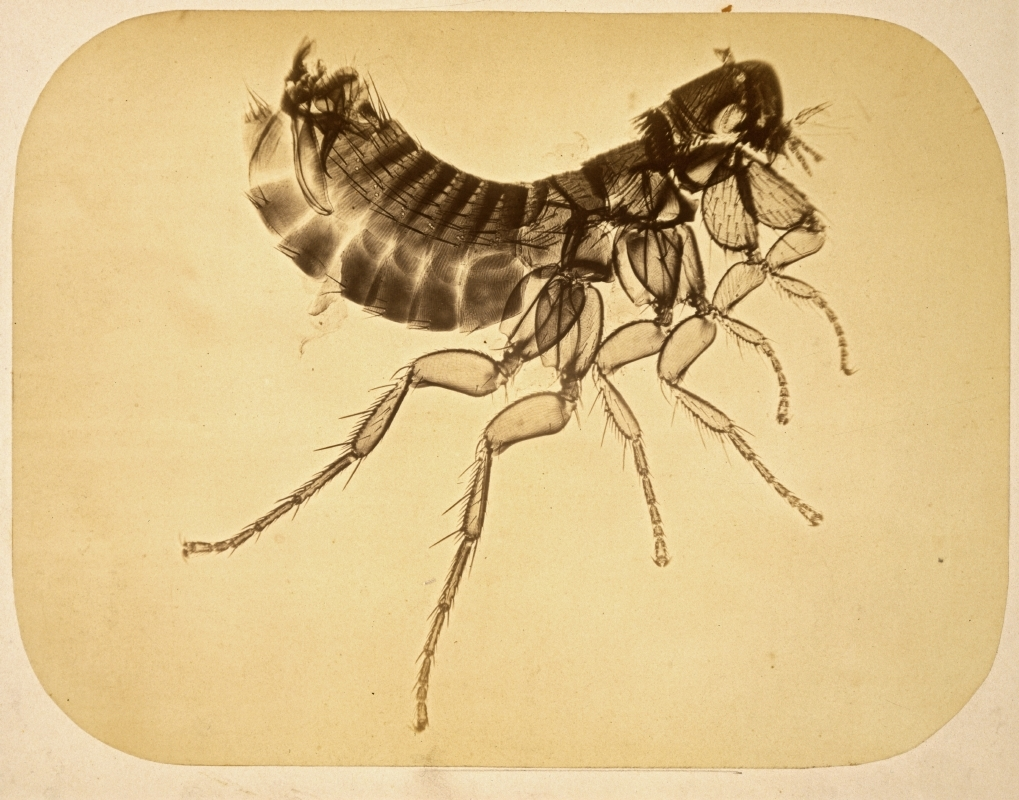
Fotomicrografie van een vlo